# Guido Seeber

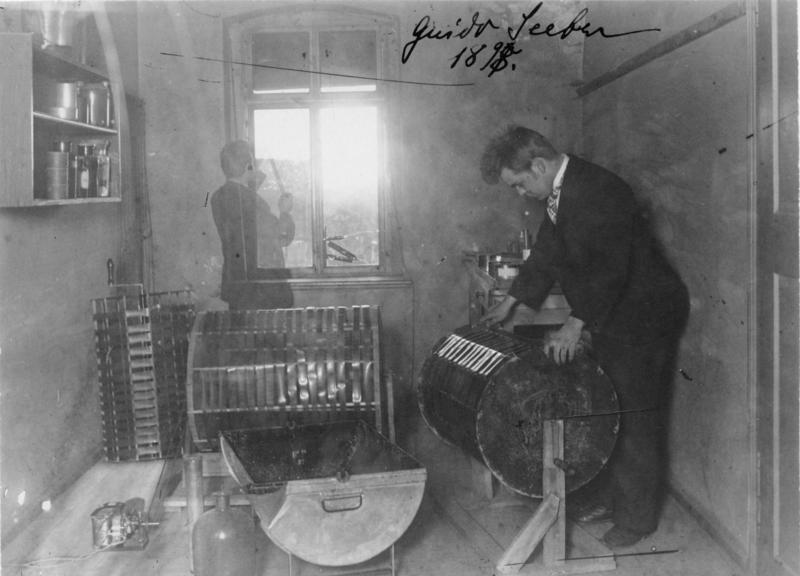
Guido Seeber mit Filmtrockentrommel, 1898

Friedrich Konrad Guido Seeber (* 22. Juni 1879 in Chemnitz, Deutschland; † 2. Juli 1940 in Berlin) war ein deutscher Filmpionier, Photograph und Kameramann.

## Leben
Guido Seeber wurde als drittes Kind der Eheleute Clemens Seeber (1851–1905) und Juliane Laura Seeber (1846–1913), geborene Schubert in Chemnitz geboren. Im Jahre 1885 wurde Guido Seeber eingeschult und verließ 1893 die Mittelschule, woraufhin er seine Ausbildung zum Fotografen im väterlichen Atelier aufnahm. Clemens Seeber hatte dieses im Mai 1873 nach dem Tod des Fotografen August Adolf Hunger in der Neugasse Nr. 5 in Chemnitz erworben. Im Jahre 1879 erfolgte der Umzug des Ateliers in die Theaterstraße 22 der Chemnitzer Innenstadt, in dem Guido Seeber in den kommenden Jahren hauptsächlich wirkte.
Im Sommer 1896 sah Clemens Seeber auf der Ausstellung des Sächsischen Handwerks und Kunstgewerbes in Dresden die ersten Filme der Gebrüder Lumière. Fasziniert von der neuen Technik kauften die Seebers 1897 von dem führenden deutschen Hersteller kinematographischer Geräte Oskar Messter ihren ersten Projektionsapparat und einige Filme. Am 5. September 1897 gaben sie im Chemnitzer Varieté Mosella-Saal ihre erste Vorführung „lebender Photographien“.
Mit dem Kauf eines Aufnahmeapparates der Firma Ed. Messter im Mai 1898 begannen Clemens und Guido Seeber ihre ersten eigenen Filme zu drehen, zu denen unter anderem Schützenzug der privaten Schützengesellschaft in Chemnitz am 31.05.1898 und Lokomotivtransport der sächsischen Maschinenfabrik durch die Straßen von Chemnitz am 28.06.1898 zählten. Am 16. September 1898 kam diese, neben weiteren Originalaufnahmen in Chemnitz zur Aufführung. Die Seebers etablierten die Vorführungen „lebender Photographien“ zu einem festen Programmteil des Varietés, woraus sich in den kommenden Jahren eine Art Wanderkino entwickelte, mit dem sie zur Verbreitung der Kinematographie in ganz Sachsen beitrugen.
Dazu entwickelten Clemens und Guido Seeber gemeinsam mit Oskar Messter einen handlichen Reisekinematographen, den sie unter der Bezeichnung Seeberograph 1903 als geschütztes Warenzeichen beim Kaiserlichen Patentamt eintragen ließen. Zur Erzeugung von Tonbildern kombinierten sie diesen Apparat mit einem Grammophon, mit dem sie unter der Bezeichnung Seeberophon auftraten.
Nach dem Tod Clemens Seebers am 17. Juli 1905 erfolgte im Jahre 1907 der Verkauf des Photographischen Ateliers in der Theaterstraße 22. Guido Seeber verließ seine Heimatstadt Chemnitz und zog mit einem Wanderkino über Paris nach Valencia.
Zurück in Deutschland, arbeitete er als Filmprüfer für die Deutsche Rollfilm Gesellschaft Frankfurt bzw. für die Schleußer AG Köln. Von 1908/09 an war er technischer Betriebsleiter der Deutschen Bioskop und drehte 1909 seine ersten Filme, unter anderem den Trickfilm Die geheimnisvolle Streichholzdose. Von da an leistete er als Kameramann Pionierarbeit und schuf die Grundlagen, auf denen die anderen berühmten Kameramänner der deutschen Stummfilmzeit – z. B. Karl Freund, Fritz Arno Wagner, Carl Hoffmann – aufbauen konnten.
1910 entstand für die Deutsche Bioscop GmbH der Spielfilm Schuld und Sühne mit Henny Porten und Paul Bildt, den Guido Seeber für weitere Filme verpflichtete. In den nachfolgenden Jahren drehte Guido Seeber mit dem dänischen Regisseur Urban Gad und dessen Frau Asta Nielsen eine Serie von Asta-Nielsen-Filmen wie Heißes Blut, Nachtfalter, Der fremde Vogel und Im großen Augenblick.
Erich Zeiske, Direktor der Deutschen Bioscop GmbH, beauftragte Guido Seeber zum Zwecke einer Ateliervergrößerung ein geeignetes Grundstück im Berliner Umland zu suchen. Im Winter 1911/12 begannen unter der technischen Anleitung von Guido Seeber die Bauarbeiten zu einem Glashaus in der Stahnsdorfer Straße in Novawes. Damit legte die Bioscop GmbH den Grundstein für die Filmlandschaft Babelsberg. Am 12. Februar 1912 wurde das Atelier mit den Aufnahmen zum Film Der Totentanz eingeweiht.
Bemerkenswert war neben seiner technischen Begabung im Umgang mit der Kamera (er entwickelte mehrere Tricktechniken) die Nutzung der Perspektive des Raums und der geschickte Einsatz von Hell-Dunkel-Kontrasten. Dabei arbeitete er mit Regisseuren wie Urban Gad, Lupu Pick, Georg Wilhelm Pabst und Paul Wegener zusammen. Zu seinen wichtigsten Leistungen gehören die Doppelgänger-Aufnahmen im Film Der Student von Prag (1913) und die Fahrtaufnahmen in den Filmen von Lupu Pick – vor allem im Film Sylvester (1924) – die als eine Vorwegnahme der entfesselten Kamera als Stilmittel des Kammerspiels im Film Der letzte Mann (1924) gelten kann.
In der Tonfilmzeit bekam er nur noch durchschnittliche Aufgaben. Behindert durch einen 1932 erlittenen Schlaganfall zog er sich in der Folgezeit immer mehr von der aktiven Kameraarbeit zurück, ohne jedoch dem Filmgeschäft ganz den Rücken zu kehren. So übernahm er 1935 die Leitung der Abteilung Filmtrick der UFA und schrieb mehrere Bücher für Amateurfilmer.
Im Jahre 1937 wurde Seeber Ehrenmitglied der Deutschen Kinotechnischen Gesellschaft (DKG), einer Vorläuferin der heutigen Fernseh- und Kinotechnischen Gesellschaft.

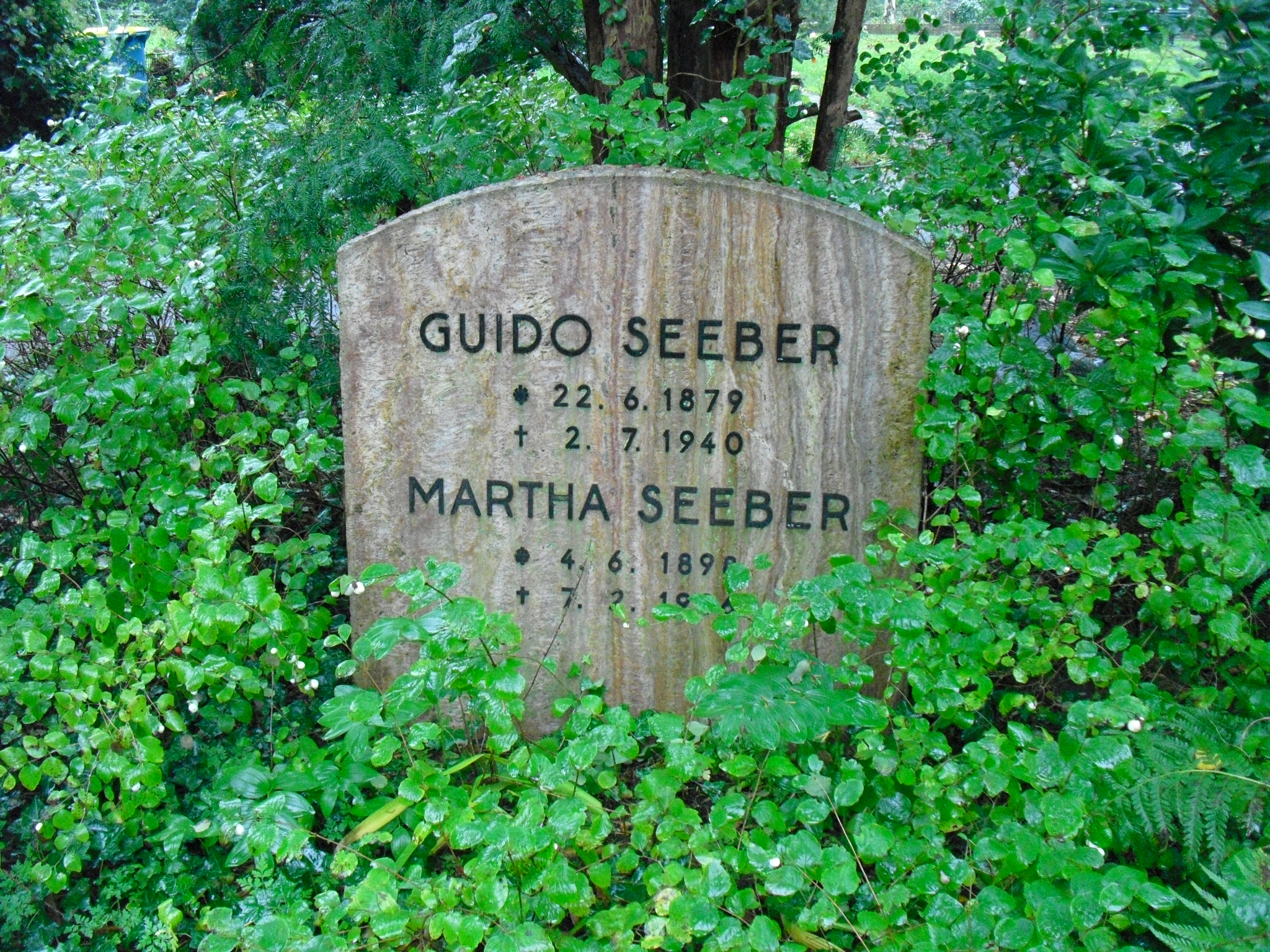
Grabstein von Guido Seeber auf dem Friedhof Heerstraße in Berlin-Westend

Guido Seeber starb, nur zehn Tage nach seinem 61. Geburtstag, am 2. Juli 1940 in Berlin. Beigesetzt wurde er auf dem Friedhof Heerstraße im heutigen Ortsteil Berlin-Westend (Grablage: 8-C-53). Das Grab wurde inzwischen aufgelöst, der Grabstein ist jedoch als Gedenkstein neben der Grabstelle erhalten geblieben.
Ein 2009 eingeweihtes Gebäude in der Medienstadt Babelsberg trägt heute seinen Namen.

## Filmografie (Auswahl)
- 1909: Zeppelin III in Berlin am 29.8.1909
- 1909: Prosit Neujahr 1910!
- 1911: Heißes Blut
- 1911: Nachtfalter
- 1911: Der schwarze Traum
- 1911: Im großen Augenblick
- 1911: Zigeunerblut
- 1911: Der fremde Vogel
- 1911: Die Verräterin
- 1912: Die Macht des Goldes
- 1912: Die arme Jenny
- 1912: Zu Tode gehetzt
- 1912: Der Totentanz
- 1912: Die Kinder des Generals
- 1912: Wenn die Maske fällt
- 1912: Jugend und Tollheit
- 1913: Der Verführte
- 1913: Der Tod in Sevilla
- 1913: Der Student von Prag
- 1913: Die Augen des Ole Brandis
- 1913: Ein Sommernachtstraum in unserer Zeit
- 1914: Evinrude
- 1914: Erlkönigs Tochter
- 1914: Der Golem
- 1918: Der fliegende Holländer
- 1920: Das wandernde Bild
- 1921: Tobias Buntschuh
- 1921–1922: Fridericus Rex
- 1923: Alt-Heidelberg
- 1923: Wilhelm Tell
- 1923: Adam und Eva
- 1924: Sylvester
- 1925: Lebende Buddhas
- 1925: Ein Sommernachtstraum
- 1925: Die freudlose Gasse
- 1925: Die vom Niederrhein
- 1926: Geheimnisse einer Seele
- 1926: Man spielt nicht mit der Liebe
- 1927: Dirnentragödie
- 1927: Ein rheinisches Mädchen beim rheinischen Wein
- 1927: Das Heiratsnest
- 1927: Kleinstadtsünder
- 1927: Wochenendzauber
- 1927: Mein Freund Harry
- 1928: Dragonerliebchen
- 1928: Robert und Bertram
- 1928: Der moderne Casanova
- 1928: Die Zirkusprinzessin
- 1929: Die fidele Herrenpartie
- 1929: Der schwarze Domino
- 1929: Die Konkurrenz platzt!
- 1929: Es flüstert die Nacht …
- 1929: Das närrische Glück
- 1930: Fundvogel (Spezialaufnahmen)
- 1931: Reserve hat Ruh
- 1931: Lügen auf Rügen
- 1932: Drei von der Stempelstelle
- 1934: Ein Mädchen mit Prokura
- 1934: Nur nicht weich werden, Susanne!
- 1936: Ewiger Wald

## Schriften
- Guido Seeber: Vom Film meines Lebens. in: Stiftung Deutsche Kinemathek (Hrsg.): Das wandernde Bild. Der Filmpionier Guido Seeber. Berlin 1979a, S. 30.
- Guido Seeber: Der Seeberograph und das Seeberophon. in: Stiftung Deutsche Kinemathek (Hrsg.): Das wandernde Bild. Der Filmpionier Guido Seeber. Berlin 1979b, S. 35–44.
- Guido Seeber: Der praktische Kameramann, 1.Band: Arbeits-Gerät und Arbeits-Stätten des Kameramanns – Geschichte der Aufnahmetechnik und des Aufnahmeapparates; Die moderne Apparatur des Kameramannes; Lampen und Ateliers einst und jetzt, Verlag der „Lichtbildbühne“, 1927 / Faksimile-Ausgabe: Deutsches Filmmuseum, 1979
- Guido Seeber: Der praktische Kameramann, 2. Band: Der Trickfilm in seinen grundsätzlichen Möglichkeiten, Verlag der „Lichtbildbühne“, 1927 / Faksimile-Ausgabe: Deutsches Filmmuseum, 1979
- Guido Seeber: Der praktische Kameramann: 3. Band: Theorie und Prakis der kinematographischen Aufnahmetechnik mit besonderer Berücksichtigung der wissenschaftlichen und Amateur-Filmerei, Verlag der „Lichtbildbühne“, 1927 (angekündigt, wahrscheinlich nicht erschienen) / Faksimile-Ausgabe: Deutsches Filmmuseum, 1980